# Nashik
Nashik (tiếng Marathi: नािशक) (pronunciationⓘ) hay Nasik (tiếng Marathi: नािसक) là một thành phố ở bang Maharashtra của Ấn Độ. Nashik nằm ở tây bắc của bang Maharashtra, cách Mumbai 160 km và cách Pune 220 km. Nashik là trung tâm hành chính của huyện Nashik và vùng hành chính Nashik. Đây là "kinh đô rượu vang của Ấn Độ", hay "Thành phố nho", như thành phố thường được gọi. Thành phố nằm ở Tây Ghats, phía tây bán đảo Deccan bên bờ sông Godavari. Thành phố này trứ danh vì có quang cảnh xung quanh đẹp như tranh và có khí hậu dễ chịu. Sông Godavari chảy qua Nashik từ đầu nguồn nằm ở phía tây-tây nam thành phố, ở thánh địa Trimbakeshwar. Đây là một thành phố phát triển nhanh với dân số ước tính gần 1,62 triệu người năm 2008 và tổng diện tích 264,23 km². Nashik là thành phố công nghiệp hóa lớn thứ ba tại Maharashtra sau Mumbai và Pune
Nashik cũng là một thành phố quan trọng về văn hóa, lịch sử, xã hội, thần thoại. Thành phố nổi tiếng với những ngôi đền bên bờ sông Godavari, và về mặt lịch sử là một trong những thánh địa của đạo Hindu. Đây là một trong 4 thành phố đăng cai Sinhastha Kumbh Mela đông người tham gia mỗi lần trong 12 năm.
Huyền thoại cho rằng tên gọi "Nashik" được lấy từ sử thi Hindu Ramayana. Trong 14 năm đày ải của Rama, Shoorpanakha em gái của vị vua quỷ Ravana đã cố dụ dỗ Rama. Giận dữ, Rama đã ra lệnh cho Lakshmana cắt mũi (nasika) của Shoorpanakha. Theo Ramayana, Sita đã bị Ravana bắt cóc trong khu vực Panchavati ở Tây Ghats.
Cấu trúc lịch sử nổi bật nhất ở Nashik là các hang động Trirashmi cũng được gọi là các hang động Pandav. Các hang động này nguyên là các tự viện (vihara) của các nhà sư Phật giáo được đục trên đá trong núi. Có một loạt các bản khắc bằng văn tự Brahmi cho thấy thị trấn Nashik supported Bhikkhu Sangha từ khoảng thế kỷ 1 trước Công nguyên đến khoảng thế kỷ 6. Một hang động lớn là một món quà tặng của Gautamiputra Shatkarni, vị vua nổi tiếng nhất của triều đại Shatkarni. Một động nữa được một ông bố người Hy Lạp (Yavan) có con trai rõ ràng là những người đã trở thành các vị sư.
Theo truyền thống Nashik được biết đến với tên gọi Gulshanabad có nghĩa là thành phố hoa hồng. Thành phố này hiện nay nổi tiếng vì nho và ngành trồng trọt hoa hồng hồi sinh. Thành phố đang nỗ lực để tăng cường trồng và xuất khẩu hoa hồng và ngành rượu vang. Nashik cũng được xem như là "thành phố công nghiệp hóa thứ ba của bang Maharashtra sau Mumbai và Pune", chủ yếu nhờ sự phát triển công nghiệp rộng rãi trong thời gian gần đây. Đây cũng có một nhà máy nhiệt điện quan trọng (Eklahare) và một National Treasury Printing Press (India Security Press at Nashik Road). Có năm khu công nghiệp ở khu vực Nashik và vùng ngoại ô (Satpur, Ambad, Sinnar, Igatpuri và Dindori).

## Khí hậu
Cao nhất: tối đa 44,8 °C (108,3 °F) vào ngày 12 tháng 5 năm 1960 tại Nasik. Thấp nhất, cũng tại Nasik là 0,6 °C (33,1 °F) vào ngày 7 tháng 1 năm 1945.
| Dữ liệu khí hậu của Nashik (1961–1990)                                  | Dữ liệu khí hậu của Nashik (1961–1990) | Dữ liệu khí hậu của Nashik (1961–1990) | Dữ liệu khí hậu của Nashik (1961–1990) | Dữ liệu khí hậu của Nashik (1961–1990) | Dữ liệu khí hậu của Nashik (1961–1990) | Dữ liệu khí hậu của Nashik (1961–1990) | Dữ liệu khí hậu của Nashik (1961–1990) | Dữ liệu khí hậu của Nashik (1961–1990) | Dữ liệu khí hậu của Nashik (1961–1990) | Dữ liệu khí hậu của Nashik (1961–1990) | Dữ liệu khí hậu của Nashik (1961–1990) | Dữ liệu khí hậu của Nashik (1961–1990) | Dữ liệu khí hậu của Nashik (1961–1990) |
| Tháng                                                                   | 1                                      | 2                                      | 3                                      | 4                                      | 5                                      | 6                                      | 7                                      | 8                                      | 9                                      | 10                                     | 11                                     | 12                                     | Năm                                    |
| ----------------------------------------------------------------------- | -------------------------------------- | -------------------------------------- | -------------------------------------- | -------------------------------------- | -------------------------------------- | -------------------------------------- | -------------------------------------- | -------------------------------------- | -------------------------------------- | -------------------------------------- | -------------------------------------- | -------------------------------------- | -------------------------------------- |
| Cao kỉ lục °C (°F)                                                      | 35.5 (95.9)                            | 36.5 (97.7)                            | 40.3 (104.5)                           | 42.4 (108.3)                           | 43.1 (109.6)                           | 40.4 (104.7)                           | 35.4 (95.7)                            | 34.3 (93.7)                            | 36.5 (97.7)                            | 38.5 (101.3)                           | 34.7 (94.5)                            | 32.8 (91.0)                            | 43.1 (109.6)                           |
| Trung bình ngày tối đa °C (°F)                                          | 29.4 (84.9)                            | 31.3 (88.3)                            | 35.0 (95.0)                            | 37.1 (98.8)                            | 37.2 (99.0)                            | 32.5 (90.5)                            | 27.9 (82.2)                            | 27.3 (81.1)                            | 29.0 (84.2)                            | 31.9 (89.4)                            | 31.1 (88.0)                            | 30.3 (86.5)                            | 31.7 (89.1)                            |
| Tối thiểu trung bình ngày °C (°F)                                       | 10.3 (50.5)                            | 11.5 (52.7)                            | 15.6 (60.1)                            | 19.4 (66.9)                            | 21.8 (71.2)                            | 22.8 (73.0)                            | 22.2 (72.0)                            | 21.3 (70.3)                            | 20.9 (69.6)                            | 18.4 (65.1)                            | 14.0 (57.2)                            | 11.4 (52.5)                            | 17.5 (63.5)                            |
| Thấp kỉ lục °C (°F)                                                     | 0.4 (32.7)                             | 0.6 (33.1)                             | 5.7 (42.3)                             | 8.9 (48.0)                             | 13.5 (56.3)                            | 18.3 (64.9)                            | 17.0 (62.6)                            | 17.0 (62.6)                            | 13.5 (56.3)                            | 9.8 (49.6)                             | 4.4 (39.9)                             | 2.2 (36.0)                             | 0.4 (32.7)                             |
| Lượng Giáng thủy trung bình mm (inches)                                 | 1.7 (0.07)                             | 0.7 (0.03)                             | 3.4 (0.13)                             | 5.4 (0.21)                             | 20.0 (0.79)                            | 97.5 (3.84)                            | 189.9 (7.48)                           | 145.9 (5.74)                           | 138.7 (5.46)                           | 51.9 (2.04)                            | 21.4 (0.84)                            | 7.6 (0.30)                             | 684.1 (26.93)                          |
| Số ngày mưa trung bình                                                  | 0.1                                    | 0.2                                    | 0.2                                    | 0.4                                    | 1.5                                    | 5.3                                    | 12.8                                   | 12.1                                   | 7.6                                    | 3.0                                    | 1.3                                    | 0.6                                    | 45.1                                   |
| Nguồn: India Meteorological Department (record high and low up to 2010) |                                        |                                        |                                        |                                        |                                        |                                        |                                        |                                        |                                        |                                        |                                        |                                        |                                        |